# 北區 (濱松市)

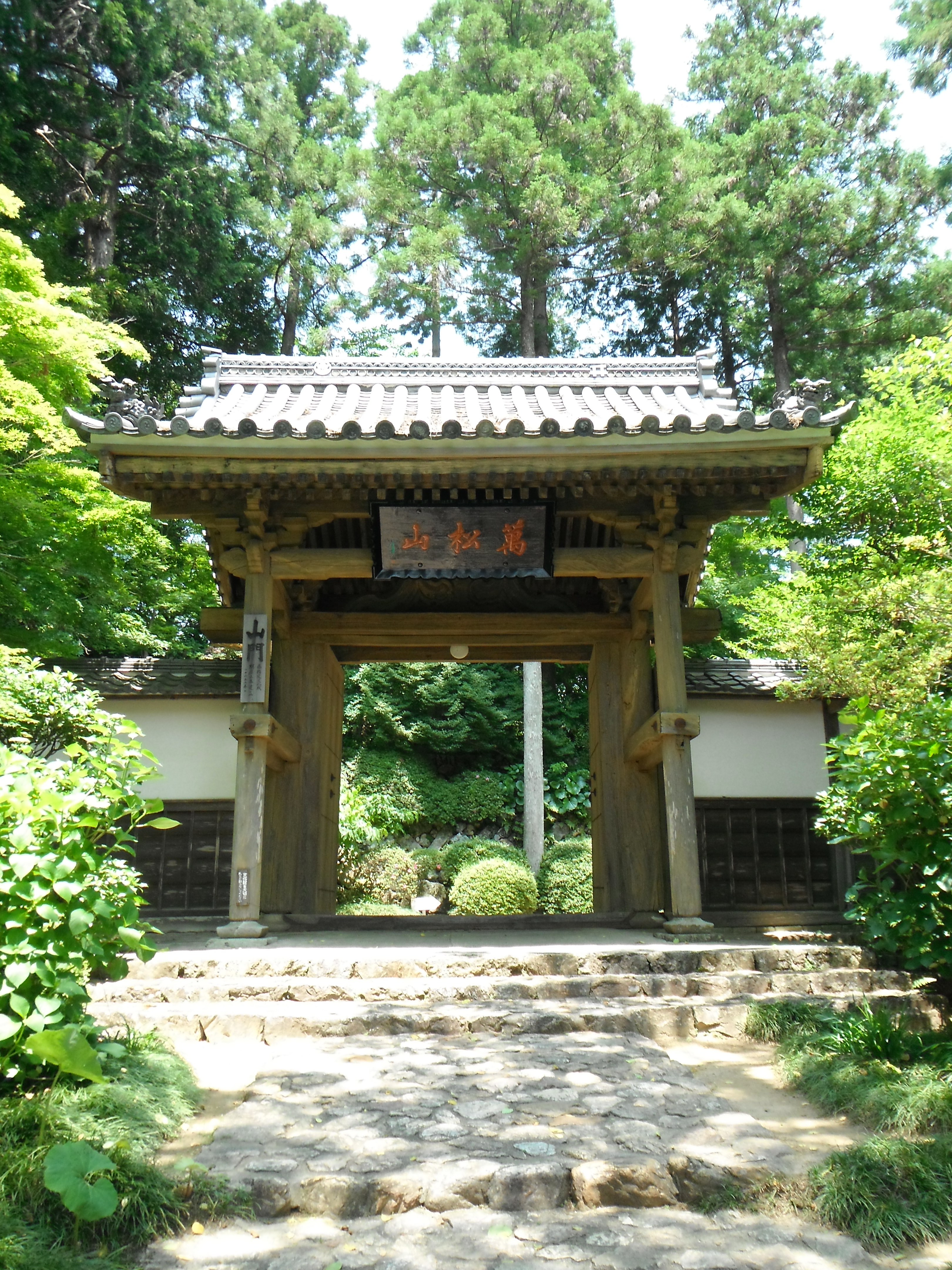
龍潭寺

北區（日语：／ Kita ku */?）為2007年4月1日靜岡縣濱松市所設立的行政区之一。該區範圍為濱松市北部的引佐地區。2024年1月1日轄下三方原地區併入新成立的中央區，其餘部分併入新成立的濱名區。

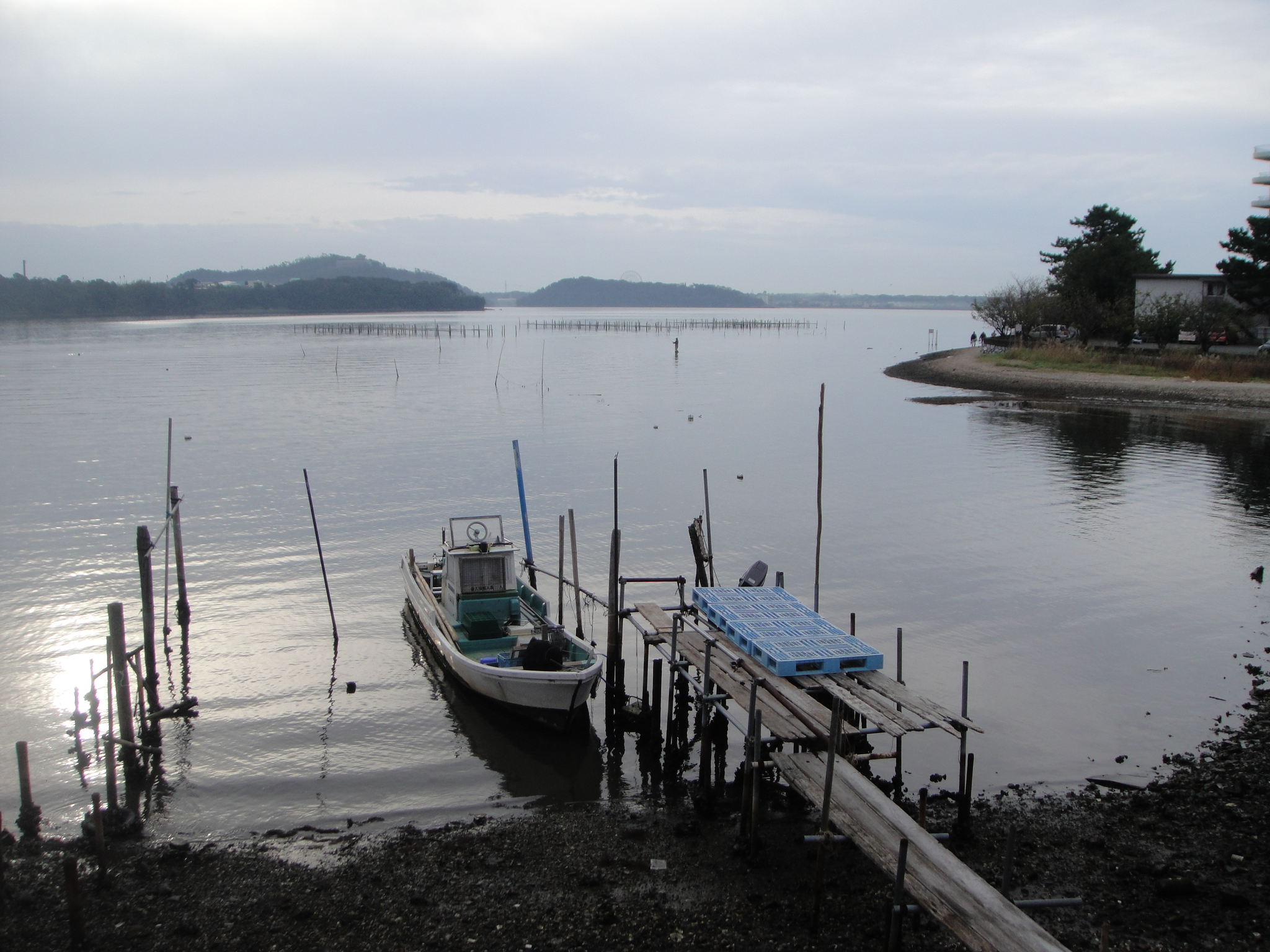
從經過三日町佐久米地區的靜岡縣道310號路旁眺望濱名湖